# Basketball Arena
La Basketball Arena è stata un'arena coperta situata a Londra, all'interno dell'Olympic Park.
L'impianto ospitava gli incontri di pallacanestro e pallamano delle Giochi della XXX Olimpiade, e gli incontri di rugby in carrozzina e pallacanestro in carrozzina dei XIV Giochi paralimpici estivi.
Si trattava di un impianto temporaneo edificato tra il 2009 ed il 2011, che venne smantellato nel gennaio 2013.